# Длуґе (Старгардський повіт)
Длуґе (пол. Długie) — село в Польщі, у гміні Хоцивель Старгардського повіту Західнопоморського воєводства.
Населення — 291 особа (2011).
У 1975-1998 роках село належало до Щецинського воєводства.

## Демографія
Демографічна структура станом на 31 березня 2011 року:
|          | Загалом | Допрацездатний вік | Працездатний вік | Постпрацездатний вік |
| -------- | ------- | ------------------ | ---------------- | -------------------- |
| Чоловіки | 157     | 21                 | 120              | 16                   |
| Жінки    | 134     | 28                 | 65               | 41                   |
| Разом    | 291     | 49                 | 185              | 57                   |